# Rapport (mathématiques)
Pour les articles homonymes, voir Rapport.

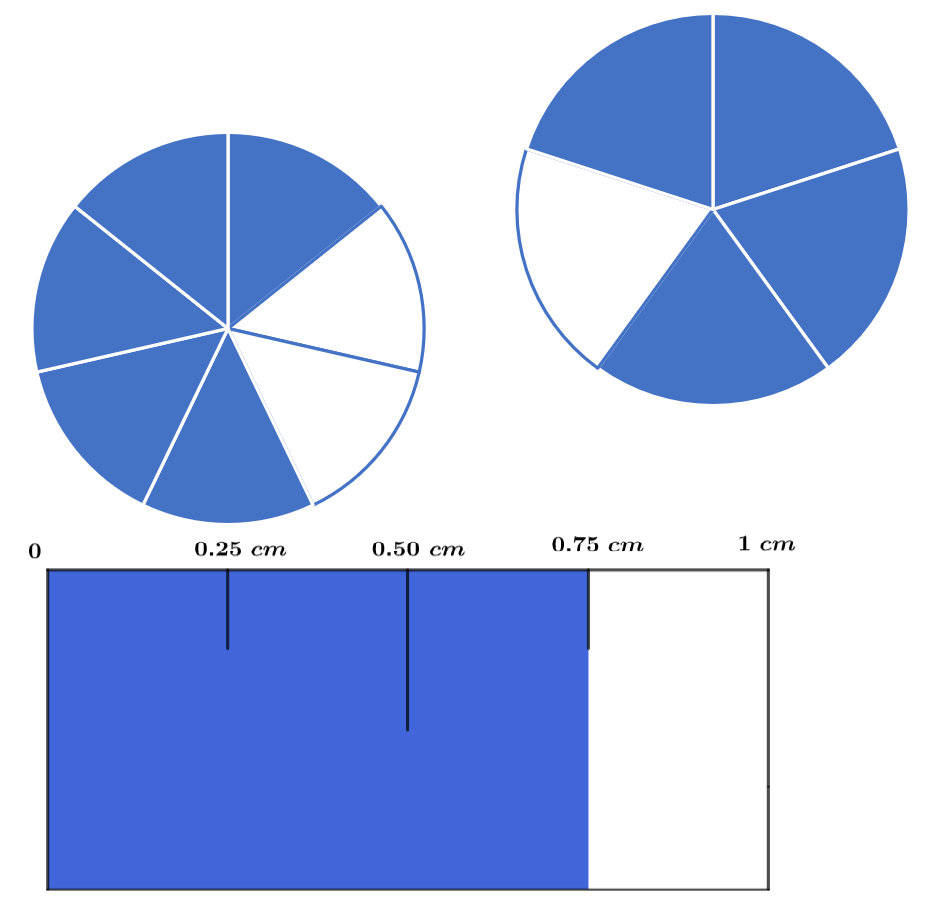
En haut à gauche : rapport 5:2
En haut à droite : rapport 4:1En bas : rapport 3:1 (ou 0.75cm:1cm avec les mesures et unités données)

En sciences et en mathématiques en particulier, un rapport (parfois appelé ratio), noté avec le symbole : ou parfois /, est le quotient de deux valeurs qui se rapportent à des grandeurs de la même espèce — par exemple, le rapport 56:8 (quand le quotient se rapporte à des grandeurs d'espèces différentes, on parlerait plutôt de taux, bien que dans le langage courant, les deux termes soient interchangeables). Un rapport est une grandeur sans dimension : il ne conserve aucune trace des grandeurs qu'il compare. C’est une notion voisine, mais distincte, de celle de fraction.
Le rapport cyclique d'un phénomène périodique à deux états est le rapport entre la durée de l'état actif et la période, deux grandeurs de dimension temps.
Le rapport signal sur bruit est le quotient de la valeur  du signal dans une chaîne de transmission et de celui du bruit de fond. Quand il s'agit de la valeur efficace, ce rapport peut s'exprimer en décibels.

## Usage
Un rapport entre une partie et un tout s'exprime souvent en pourcentage. En anglais, et par extension dans les spécialités les plus en relation avec l'aire anglophone, on emploie souvent le mot d'origine latine ratio, dont la définition est identique.
Dans des textes anciens, et dans certains cas particuliers, le rapport (mathématique) s'appelle raison. On parle ainsi de la raison d'une suite définie par récurrence.
En physique et en technologie, un indice, comme l'indice de réfraction est un rapport. En statistique et en économie, un indice est le rapport, généralement multiplié par cent, entre une grandeur et une de ses valeurs prise comme référence.

### Usage approximatif
Il faut constater que la définition rigoureuse n'imprègne pas le langage technique, où rapport et taux se trouvent l'un pour l'autre. On parle ainsi souvent de taux d'ondes stationnaires pour désigner le rapport d'ondes stationnaires dans une ligne de transmission, bien que le terme soit officiellement proscrit.
Des auteurs mathématiciens donnent rapport pour synonyme de quotient, ce qui est mathématiquement juste.

## Notions de rapport et fraction
Un rapport est mathématiquement différent d’une fraction, mais les deux notions sont liées à la fois numériquement et par le contexte.

Bien que rapport et fraction « comparent » deux quantités d’une même espèce (ou de deux espèces différentes si on généralise ces notions), la différence fondamentale est qu’une fraction rapporte nécessairement le tout à une partie de ce tout (une fraction est un quotient du type A/B où B est le tout pris en référence, et A une partie de ce tout — ex. les 3/4 d’un gâteau ie. implicitement découpé en quatre parts égales), tandis que le rapport rapporte deux quantités arbitraires. C’est simplement une mise en correspondance du type A:B où A et B sont des quantités arbitraires, sans lien d’ensemble entre elles, a priori.
Le rapport 56:8 indique que pour 56 unités d’une entité A, on met en vis-à-vis 8 autres unités de A. Les quantités 56 et 8 sont donc de même nature, et n’ont a priori aucun rapport entre elles, sauf si le contexte l’indique. Dans le cas où le contexte préciserait que 8 quantifie un tout et 56 une partie (excédentaire) de ce tout, il conviendrait de noter le rapport plutôt sous la forme d’une fraction 56/8 (cf. exemple suivant).
Le rapport (ou taux) A/B = 56:8 indique quant à lui que pour 56 unités d’une entité A, on met en vis-à-vis 8 unités d’une entité B distincte. Les quantités 56 et 8 sont donc de natures différentes.
Par exemple, le rapport pommes/bananes = 56:8 indique qu’on dénombre 56 pommes pour 8 bananes.
Il y a donc 56/8 = 7 fois plus de pommes que de bananes, la fraction 56/8 permettant de calculer l’importance du déséquilibre exprimé par le rapport, qui pourrait s’écrire également pommes/bananes = 7:1 ou simplement pommes/bananes = 7 (d’où des confusions possibles, liées aux notations parfois similaires entre fraction et rapport, car ici il y a bien 7 fois plus de pommes que de bananes, et non l’inverse comme l’indiquerait la notation 56/8).
Pour convertir un rapport en fraction, ou plus précisément en deux fractions liées par le contexte, il suffit toutefois d’appliquer la transformation suivante : le rapport A:B donne d’une part la fraction A/A+B et d’autre part la fraction B/A+B, avec la somme des fractions donnant la valeur unitaire (A/A+B + B/A+B = A+B/A+B = 1).
Le rapport 4:5 (« quatre pour cinq ») indique implicitement que :
- il y a 9 entités en tout (4+5)
- parmi ces 9 entités, 4 sont considérées d’une part, et 5 sont considérées d’autre part
- l’ensemble constitués de 9 entités est donc partagé entre deux fractions, 4/9 d’une part et 5/9 d’autre part
- la somme de ces deux fractions donne bien l’ensemble entier (9/9 = 1)

Par exemple, une entreprise d’import/export de fruits frais qui vend des pommes et achète des bananes dans un rapport de 4:5 (« quatre pommes vendues pour 5 bananes achetées », a au jour le jour, en moyenne dans son stock, 4/9 = 0,44 soit 44% de pommes et 5/9 = 0,56 soit 56% de pommes.